# 愛知県道253号横根大府線

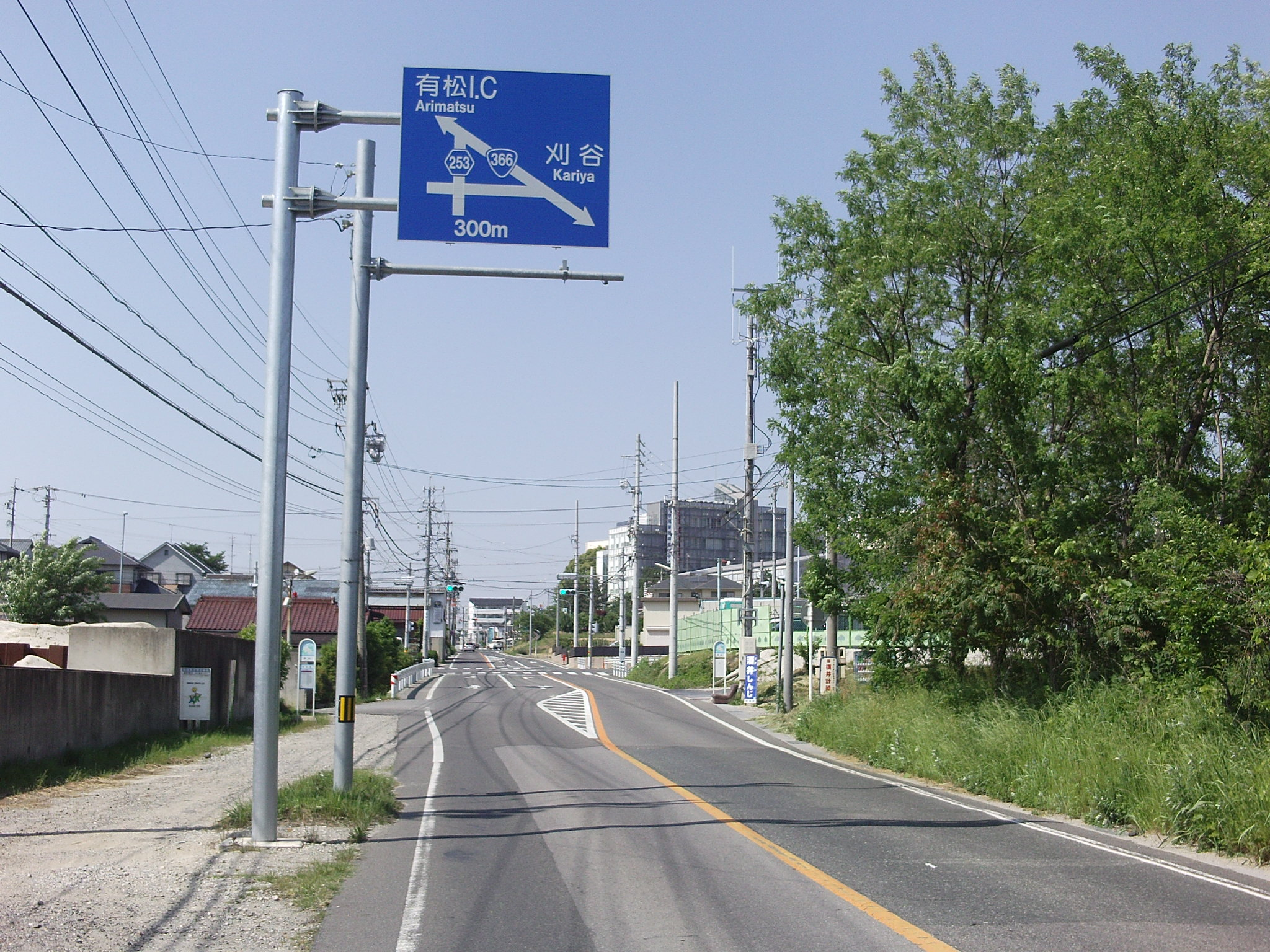
大府市北山町。国道366号と大府の中心市街地を南北に結ぶ。

愛知県道253号横根大府線（あいちけんどう253ごう よこねおおぶせん）は、愛知県大府市内を走る一般県道である。

## 概要

### 路線データ
- 起点：愛知県大府市横根町（国道366号交点）
- 終点：愛知県大府市大府町（愛知県道50号名古屋碧南線交点）

## 沿革
- 1959年12月15日：認定

## 地理

### 通過する自治体
- 愛知県
  - 大府市

### 交差する道路
- 国道366号（名高山交差点）
- 愛知県道50号名古屋碧南線（師崎街道）（桃山町5交差点）

### 沿線
- 至学館大学
- 大倉公園
- 大倉会館（大府市歴史民俗資料館、大府児童老人福祉センター）